# Pastillero

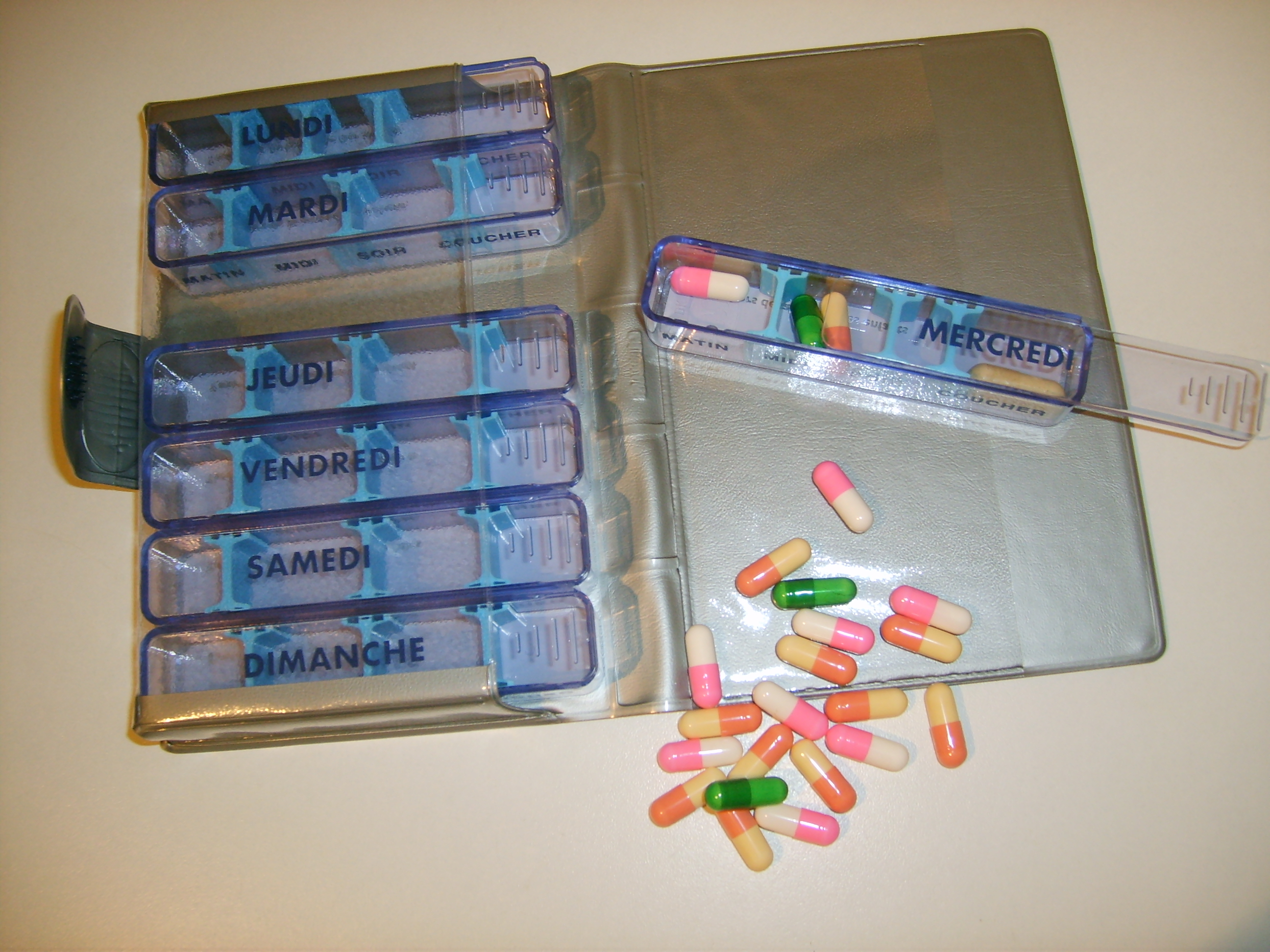
Un pastillero que permite 4 dosis diarias (desayuno, almuerzo, merienda y cena) durante una semana (etiquetado en francésː en el estuche transparente inferior puede leerse DIMANCHE, domingo)

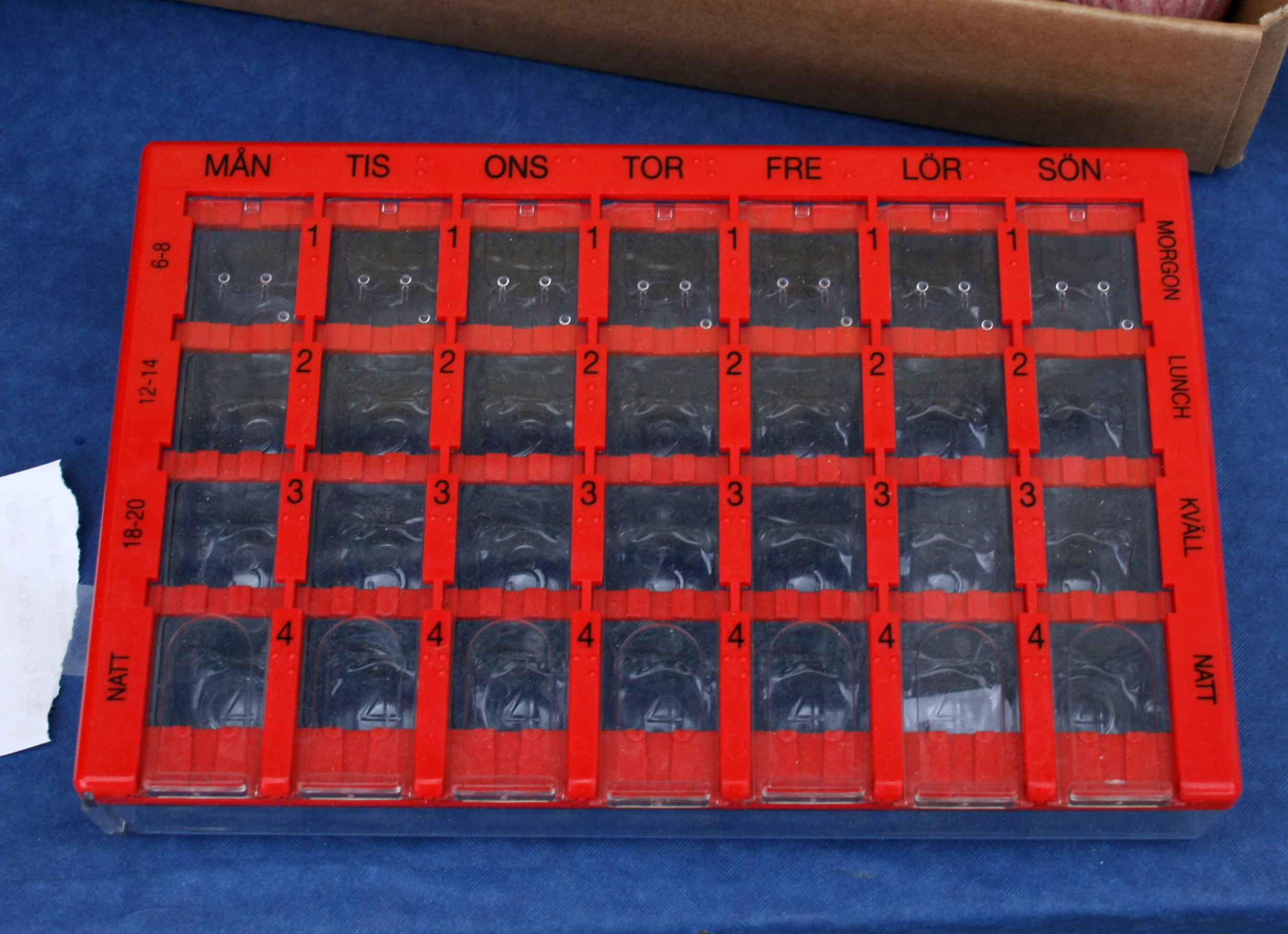
Pastillero sueco, "Dosett".

Un pastillero es un recipiente con varios compartimentos destinados almacenar dosis programadas de medicamentos, con la finalidad de facilitar la adherencia de un paciente a las instrucciones de sus médicos. Es de especial interés en los pacientes polimedicados o con pluripatologías.
Los pastilleros suelen tener compartimentos de forma cuadrada para cada día de la semana, aunque han aparecido en el mercado otras versiones más compactas y discretas, incluyendo estuches cilíndricos y con forma de bolígrafo. Algunos pastilleros tienen secciones correspondientes a los momentos del día. Los pastilleros se consideran una forma de prevenir o reducir los errores de medicación por parte del paciente, aunque la evidencia de su eficacia no es sólida y se han relacionado con errores de medicación.Existen pastilleros pequeños, con un solo compartimento para cada día de la semana, y otros más grandes, con hasta cuatro compartimentos para cada jornada. En general sirven para medicamentos en forma de píldoras, pastillas, grageas, comprimidos o supositorios, pero no si el medicamento debe tomarse en forma de jarabe, de inhalador o de crema.

## Uso

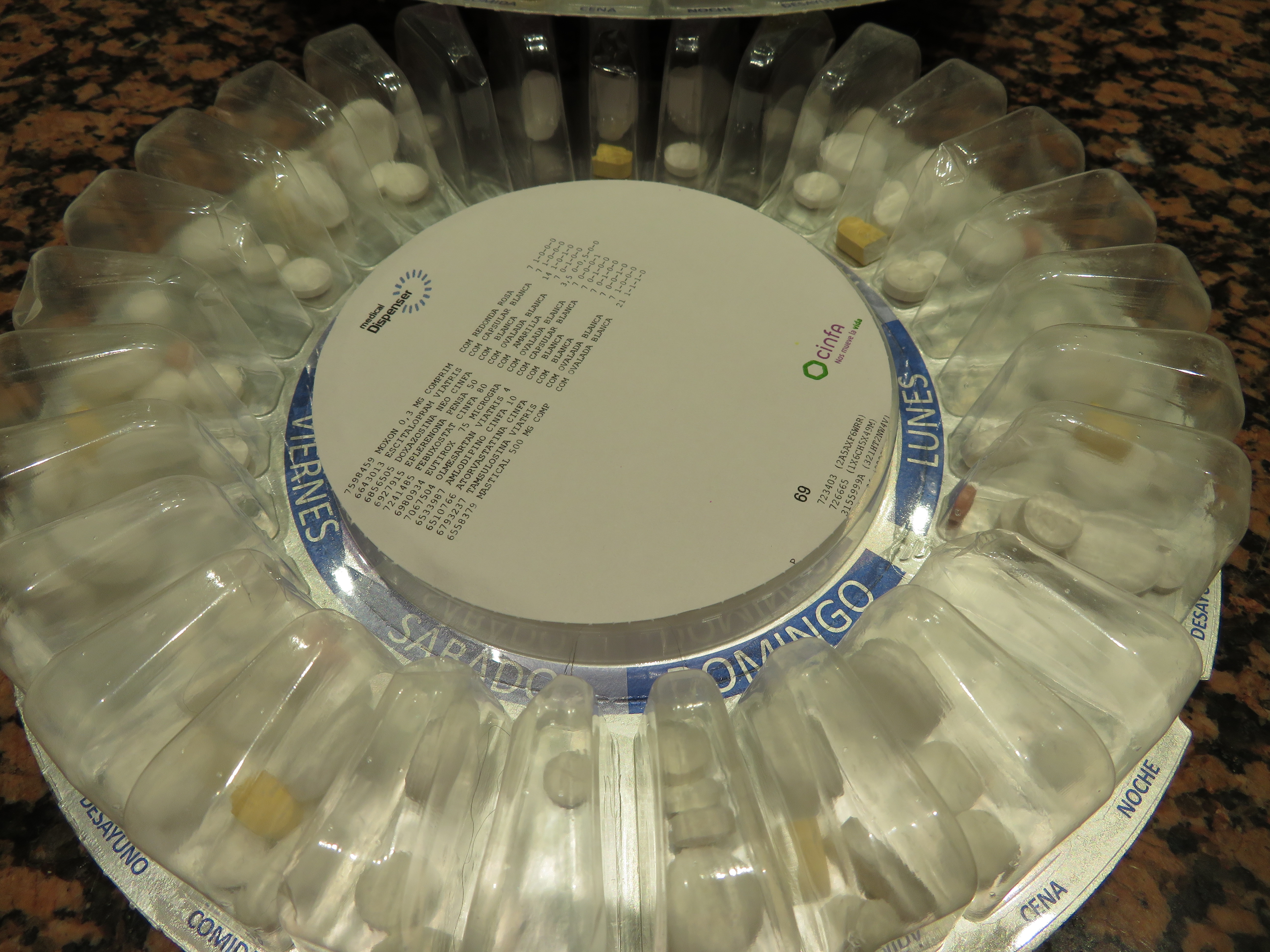
Pastillero farmacéutico personalizado, España

Los pastilleros son útiles para todo tipo de pacientes, —incluidos los ancianos, los que tienen deficiencias de memoria y los que toman múltiples medicamentos— como ayuda para tomar las sus medicinas de acuerdo con las dosis y en los momentos recomendados por sus médicos. Permiten al paciente saber si ha tomado o no una pastilla; si aún queda una pastilla en su compartimento, es evidente que aún no se ha tomado, mientras que si falta, es que ya se ha tomado.
Los pastilleros suelen tener varias características con la finalidad de que sean más fáciles de usar para los pacientes con necesidades especiales, como códigos de colores, Braille para ciegos o un mecanismo de bloqueo para evitar la doble dosis. Algunos pastilleros utilizados por pacientes diabéticos tienen secciones para insulina y jeringas hipodérmicas.
Algunos farmacéuticos cargan en el pastillero del paciente las píldoras que compra como servicio adicional.

## Pastilleros electrónicos

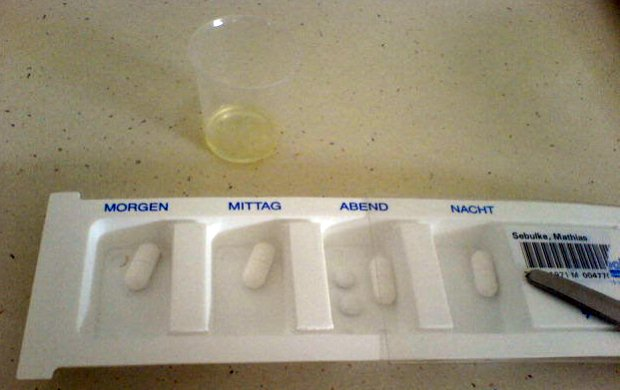
Pastillero electrónico.

Se han desarrollado pastilleros electrónicos, dispensadores electrónicos de pastillas y recordatorios electrónicos de tomas que alertan a los pacientes de cuándo deben tomar sus medicamentos recetados, medicamentos de venta libre o complementos alimenticios diarios. A estos dispositivos se les atribuye haber salvado vidas y ahorrado dinero en el sistema de atención médica. Los modelos avanzados se pueden vincular a través de Internet a un centro médico, para seguir al paciente y, en el caso de que el aparato comunique que no se ha tomado sus medicinas, recordárselo.

## Legalidad
En algunas jurisdicciones de Estados Unidos, la posesión de determinados medicamentos recetados en un pastillero es un delito, y se ha procesado a personas por ello. La teoría legal es que, dado que el medicamento no está en el paquete en el que fue despachado en la farmacia, y que no está "en uso" (no está siendo tragado), se posee ilegalmente. El tribunal no siempre acepta la defensa de que el poseedor tiene una receta válida para ese medicamento.

## Otros usos del término
- En inglés se conoce como "pillbox" a un tipo de sombrero femenino en forma de lata cilíndrica. En español se emplea para designarlo directamente la palabra inglesa pillbox o su traducción, pastillero.
- En algunas páginas de la Wikipedia en español, como Batalla de Aquisgrán o Batalla de Palmira (1941), se emplea "pastillero" para traducir de manera algo cruda "pillbox", en su sentido de fortificación militar. Una traducción más correcta sería búnker o nido de ametralladoras.
- "Pastillero", en español coloquial, también es un término peyorativo para calificar a una persona adicta a las pastillas, normalmente de éxtasis, o que toma muchas[11] cuando va a discotecas y conciertos.